# Loto Blanco
El Loto Blanco 

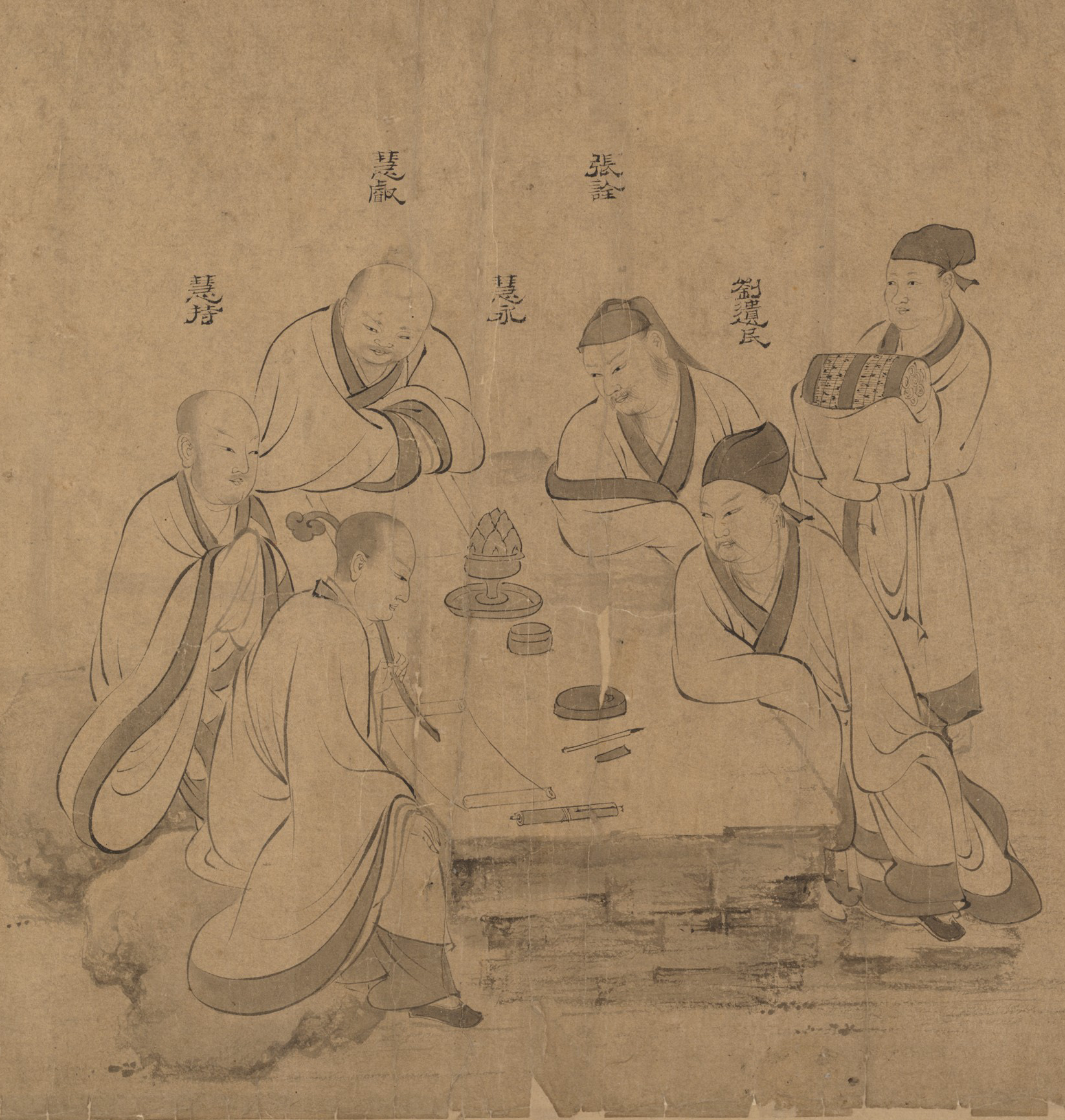
Sociedad del Loto Blanco.

es un movimiento religioso sincrético y político del siglo XIV que predice el inminente advenimiento del Rey de la Luz (明王), es decir, el futuro Buda Maitreya.
- 白蓮敎 (en chino tradicional)
- 白莲敎 (en chino simplificado)
- Pai-lien chiao (en romanización Wade-Giles)
- Báiliánjiào (en pinyin)
- literalmente: ‘religión del loto blanco’.

A medida que se desarrollaban las sectas del Loto Blanco, atrajeron a muchos chinos de la etnia han, que encontraron consuelo en el culto a otra deidad, Wusheng Laomu ("Madre Venerable No Nacida" (en chino tradicional: 無生老母; en chino simplificado: 无生老母), de quien creen se predijo vendría a la Tierra al cambio del milenio a reunir a todos sus hijos en una sola familia y guiarlos de manera segura de vuelta al cielo (Tian), el «hogar de la verdadera vacuidad» (真空家鄉).

## Origen
El Loto Blanco se originó como un movimiento híbrido de budismo y maniqueísmo que enfatizaba el vegetarianismo estricto; su permiso para que hombres y mujeres interactuasen libremente se consideró socialmente impactante. Al igual que otras sociedades secretas, encubrieron sus actividades inusuales o ilícitas como "ceremonias de incienso". Los primeros signos de la Sociedad del Loto Blanco llegaron a fines del siglo XIII. El dominio mongol sobre China durante la dinastía Yuan provocó pequeñas pero populares manifestaciones contra su gobierno. La Sociedad del Loto Blanco participó en algunas de estas protestas a medida que se convirtió en disenso generalizado.

Los mongoles consideraban a la Sociedad del Loto Blanco como una secta religiosa heterodoxa y la prohibieron, obligando a sus miembros a pasar a la clandestinidad. Ahora una sociedad secreta, el Loto Blanco se convirtió en un instrumento de resistencia cuasi nacional y organización religiosa. Este miedo a las sociedades secretas continuó en la ley; El Gran Código Legal Qing, vigente hasta 1912, contenía la siguiente sección:
Todas las sociedades que se llaman al azar Loto Blanco, las comunidades del Buda Maitreya, o la religión Mingtsung (maniqueas), o la escuela de la Nube Blanca, etc., junto con todos los que llevan a cabo prácticas desviadas y heréticas, o quienes en lugares secretos tienen grabados e imágenes, reúna a la gente quemando incienso, reuniéndose de noche y dispersándose de día, por lo tanto, agitar y confundir a las personas con el pretexto de cultivar la virtud, será sentenciado.

## Rebelión del Loto Blanco
Artículo principal: Revuelta de los Turbantes Rojos

El Loto Blanco era un terreno fértil para fermentar la rebelión.
Las doctrinas y las celebraciones religiosas del Loto Blanco, particularmente sus ceremonias de "incienso" que en la mente popular llegaron a tipificarlas, se fusionaron con las doctrinas y rituales de los sectarios de Maitreyan; eso produjo una ideología coherente entre los grupos rebeldes, uniéndolos en un propósito común y proporcionando disciplina con la cual construir un movimiento amplio, reclutar ejércitos y establecer un gobierno civil.
Un monje budista de Jiangxi llamado Peng Yingyu comenzó a estudiar el Loto Blanco y terminó organizando una rebelión en la década de 1330. Aunque la rebelión fue sofocada, Peng sobrevivió y se escondió en Anhui, luego reapareció en el sur de China, donde lideró otra rebelión fallida en la que fue asesinado. Esta segunda rebelión cambió sus colores de blanco a rojo y sus soldados eran conocidos como los "Turbantes rojos" por sus pañuelos rojos.
Otra revolución inspirada en la sociedad del Loto Blanco tomó forma en 1352 alrededor de Guangzhou. Un monje budista y ex niño mendigo, el futuro fundador de la dinastía Ming Zhu Yuanzhang, se unió a la rebelión. Su inteligencia excepcional lo llevó a la cabeza de un ejército rebelde; ganó a la gente a su lado al prohibir a sus soldados que saquearan en observancia de las creencias religiosas del Loto Blanco. Para 1355, la rebelión se había extendido por gran parte de China.
En 1356, Zhu Yuanzhang capturó la importante ciudad de Nanjing (entonces llamada Jiqing) y la convirtió en su capital, renombrándola Yingtian 應天. Fue aquí donde comenzó a descartar sus creencias heterodoxas y, por lo tanto, ganó la ayuda de eruditos confucianos que emitieron pronunciamientos para él y realizaron rituales en su reclamo del Mandato del Cielo, el primer paso para establecer una nueva regla dinástica.
Mientras tanto, los mongoles luchaban entre ellos, inhibiendo su capacidad de reprimir la rebelión. En 1368, Zhu Yuanzhang extendió su gobierno a Guangzhou, el mismo año en que el gobernante mongol, Toghon Temür, huyó a Karakorum. En 1368, Zhu Yuanzhang y su ejército entraron en la antigua capital de Beijing y en 1371 su ejército se trasladó a través de Sichuan hacia el suroeste.
Para 1387, después de más de treinta años de guerra, Zhu Yuanzhang había liberado a toda China. Tomó el título de Emperador Hongwu y fundó la dinastía Ming, cuyo nombre hace eco del sentimiento religioso del Loto Blanco.

## Rebeliones posteriores
Artículo principal: Rebelión del Loto Blanco
Durante el siglo XVIII el Loto Blanco resurgió con fuerza como un movimiento de chinos de etnia han opuestos a la dinastía Qing, de etnia manchú, que discriminaba abiertamente a la mayor parte de la población china y apoyaba al budismo tibetano. Esta fase del Loto Blanco estuvo inspirada por las formas y creencias de un gran número de sectas místicas basadas en la religión popular china. No está claro que hubiera continuidad temporal ni organizativa entre los distintos levantamientos del Loto Blanco del siglo XVIII, ni entre estos y sus versiones anteriores. 
El primer gran alzamiento del Loto Blanco en contra de la dinastía Qing ocurrió en 1774, cuando el herbolario y artista marcial Wang Lun fundó una secta derivada del Loto Blanco que enfatizaba las enseñanzas de meditación en la provincia de Shandong, cerca de la ciudad de Linqing, y no lejos de Pekín. La secta lideró un levantamiento que capturó tres pequeñas ciudades y asedió la ciudad de Linqing, una ubicación estratégica en la ruta de transporte norte-sur del Gran Canal. Después de su éxito inicial, los rebeldes comenzaron a comportarse con crueldad hacia la población local con reclutamientos forzosos, saqueos, y negándose a distribuir alimentos, y la rebelión perdió su apoyo popular. Poco después las tropas Qing del ejército del estandarte verde, formado por tropas auxiliares de etnia han, derrotaron a los rebeldes, y la rebelión fue sofocada en 1774. Wang Lun, el líder rebelde, se suicidó. Un rebelde capturado dio un informe de la muerte de Wang Lun a las autoridades de Qing. Wang Lun permaneció sentado en su cuartel general con una túnica púrpura y dos pulseras de plata mientras se prendía fuego a sí mismo con su daga y su espada de doble filo a su lado.
Wang Lun probablemente fracasó porque no hizo ningún intento de recabar un amplio apoyo público. No distribuyó riqueza capturada o suministros de alimentos, ni prometió disminuir la carga tributaria. Incapaz de construir una base de apoyo, se vio obligado a huir rápidamente de las tres ciudades que atacó para evadir a las tropas del gobierno. Aunque pasó por un área habitada por casi un millón de campesinos, su ejército nunca midió más de cuatro mil soldados, muchos de los cuales fueron obligados a entrar en servicio.

### Rebelión de 1794
En 1794, dos décadas después del fallido levantamiento de Wang Lun, el movimiento resurgió en la cuenca alta del río Han, una región montañosa que separa Sichuan de Hubei y Shaanxi en el centro de China. La región, muy agreste, había empezado a ser colonizada décadas antes en respuesta al exceso de población en la llanura del río Yangtsé. El gobierno del emperador Qianlong jamás mostró mucho interés por desarrollar la zona ni mejorar las condiciones de vida de los colonos, muy empobrecidos y sometidos a abusos tanto de mandarines como de bandoleros. Aquí, el Loto Blanco llevó a los colonos empobrecidos a la rebelión, prometiendo salvación personal a cambio de su lealtad. Comenzando como protestas en contra de los impuestos de los Qing, la rebelión eventual ganó el apoyo y la simpatía de muchas personas comunes. La rebelión creció en número y poder y, finalmente, en una seria preocupación para el gobierno imperial.
Los intentos de sofocar militarmente la revuelta fracasaron. Qianlong primeramente trató el problema como un asunto local y amonestó a los gobernadores locales por su incapacidad para lidiar con el levantamiento, ordenándoles reclutar milicias locales para sofocar la revuelta. Para 1796 se vio obligado a despachar a experimentados generales a cargo del ejército del estandarte verde para sofocar la creciente revuelta. Estas tropas fueron rápidamente derrotadas. La rebelión siguió creciendo con fuerza y constituyendo un continuo sumidero de fondos y tropas para los Qing hasta que el sucesor de Qianlong, el emperador Jiaqing, impuso un programa sistemático de pacificación en el que la población fue reasentada en cientos de aldeas pobladas y organizada en milicias. En su última etapa, la política de supresión de Qing combinó la persecución y el exterminio de las bandas guerrilleras rebeldes con un programa de amnistía para los desertores. La rebelión llegó a su fin en 1804. Un decreto posterior del emperador Daoguang, hijo de Jiaqing, admitió que "fue la extorsión por parte de los funcionarios locales lo que provocó la rebelión del pueblo..." Utilizando el arresto de miembros sectarios como una amenaza, los funcionarios locales y la policía extorsionaron el dinero. de la gente. La participación real en las actividades de la secta no tuvo impacto en un arresto; sin embargo, si se cumplieron o no las demandas monetarias.
En la primera década del siglo XIX, también hubo varias sectas del Loto Blanco activas en el área alrededor de la ciudad capital de Pekín. Lin Qing, otro miembro de la secta de los Ocho Trigramas dentro del Loto Blanco, unió a varias de estas sectas y con ellas construyó una organización que luego lideraría en el Levantamiento de los Ocho Trigramas de 1813.
Los administradores también se apoderaron y destruyeron las escrituras sectarias utilizadas por los grupos religiosos. Uno de esos funcionarios fue Huang Yupian (黃育楩), quien refutó las ideas encontradas en las escrituras con puntos de vista ortodoxos confucianos y budistas en Una refutación detallada de la herejía (破邪詳辯 Pōxié Xiángbiàn), que se escribió en 1838. Este libro se ha convertido desde entonces en una fuente invaluable en la comprensión de las creencias de estos grupos.
El general musulmán luchó contra los adherentes del loto blanco que colaboraron con los japoneses durante la segunda guerra sino-japonesa.

### Usos posteriores del término "Loto Blanco"
Si bien la historiografía tradicional ha vinculado muchos levantamientos maitreyistas y milenarios durante las dinastías Ming y Qing, todos relacionados con el Loto Blanco, existen razones para dudar de que tales conexiones existieran. B.J. Ter Haar ha argumentado que el término "Loto Blanco" se convirtió en una etiqueta aplicada por los burócratas imperiales de Ming y Qing a diferentes levantamientos populares, sociedades milenarias o prácticas "mágicas" como la recitación de mantras y la adivinación. Si esta interpretación es correcta, el aumento constante en el número de rebeliones del Loto Blanco en las historias imperiales durante el Ming y el Qing no refleja necesariamente la creciente fuerza de una organización unificada. En cambio, esta tendencia refleja una creciente preocupación por parte de los burócratas imperiales con cualquier forma de budismo practicado fuera de los marcos sancionados de los monasterios.
La secta del Loto Blanco pudo haber sido uno de los principales antepasados de las organizaciones chinas conocidas como las Tríadas. Las Tríadas fueron originalmente miembros y soldados de la Tiandihui o "Sociedad del Cielo y la Tierra" durante el período de la guerra entre las dinastías Ming y Qing. La formación de las Tríadas no fue con fines criminales, sino para derrocar a los Qing y restaurar el poder de los Ming. La Sociedad del Loto Blanco pudo haber sido una de las cinco ramas de la Sociedad de la Tierra del Cielo que se formó en el Monasterio Shaolin de los leales Ming. Las Cinco Ramas, conocidas por algunos como los "Cinco Ancestros", eran las Logias Negras, Rojas, Blancas, Amarillas y Verdes. Después de que ya no había necesidad de las tríadas en el campo de batalla, algunos líderes militares de alto nivel recurrieron a actividades delictivas para encontrar medios de supervivencia.

## Dato curioso
En el juicio del Padre Juan Gabriel Perboyre un año antes de su ejecución en 1839 por poco es confundido por un miembro de esta secta, cuando es revestido con sus ornamentos sacerdotales es confundido por una reencarnación de Buda.